# サンダウン (映画)
『サンダウン』（Sundown: The Vampire in Retreat）は、1989年のアメリカ合衆国のホラー・コメディ映画。
監督はアンソニー・ヒコックス、出演はデビッド・キャラダインとブルース・キャンベルなど。
人間の血を吸うことをやめて人間と共存しようとする吸血鬼たちと、彼らに対抗する悪の吸血鬼軍団の戦いを様々な吸血鬼ネタをちりばめ西部劇調で描いている。
初公開時は日の目を見なかったが、ビデオなどを通じてカルト的人気を得ている。
1989年5月に開催された第42回カンヌ国際映画祭で初公開され、本国米国では1990年1月13日にパームスプリングス国際映画祭で上映されたが、一般劇場公開はされず、1991年10月23日にビデオ発売された。また、米国ではDVDがライオンズゲートから発売されている。
日本では1991年11月30日から劇場公開され、1992年6月3日に『サンダウン/ボクたち、二度と血は吸いません』のタイトルでビデオが発売された。

## ストーリー
荒野に囲まれた西部の町パーガトリーでは、住民全員がサングラスを掛け、日傘を差して暮らしている。実はこの町の住民は、皆吸血鬼だった。だが、町の支配者マルデュラック伯爵は人間の血を吸うことをやめて人間との共存を目指しており、吸血行為を禁じていた。
ある日、この町にデヴィッドという人間の一家が引っ越して来た。実は彼は人工血液の研究者で、マルデュラックの依頼でこの町で人工血液を大量生産しようとしていた。だが、マルデュラックの方針にあくまで反対するジェファーソン一派は吸血鬼を倒すことの出来る弾丸を開発し、反乱の機会を伺っていた。
ある日、町にロバートという男がやって来た。彼は吸血鬼ハンターとして知られるヴァン・ヘルシングの孫だった。だが、彼は自分に一目ぼれした女吸血鬼サンディに血を吸われ、吸血鬼にされてしまう。そしてついに、ジェファーソン一派の反乱は実行に移され、マルデュラック一派との間で激しい銃撃戦が始まる。

## キャスト
- マルデュラック伯爵: デビッド・キャラダイン
- サラ・ハリソン: モーガン・ブリタニー（英語版）
- ロバート・ヴァン・ヘルシング: ブルース・キャンベル
- デヴィッド・ハリソン: ジム・メッツラー（英語版）
- シェーン・ハリソン: マックスウェル・コールフィールド
- サンディ・ホワイト: デボラ・フォアマン（英語版）
- モート・ビスビー: M・エメット・ウォルシュ
- イーサン・ジェファーソン: ジョン・アイアランド
- ジャック: ダナ・アシュブルック
- クイントン・カナダ: ジョン・ハンコック（英語版）
- オットー・トロッツバーグ: ダブス・グリア
- ミルト・ビスビー: バート・レムゼン

## 作品の評価
米TVガイドは5点満点中3点を付け、「非常にスタイリッシュなハイブリッド作品で、最終的にはその巧妙さの重みで崩壊してしまっているが、1時間ほどの間は楽しませてくれる。」としている。
一方、エンターテインメント・ウィークリーはC-を付け、「つまらないホラーコメディ」としている。